# Квіткоїд товстодзьобий
Квіткоїд товстодзьобий (Dicaeum agile) — вид горобцеподібних птахів родини квіткоїдових (Dicaeidae).

## Поширення
Вид поширений в Південній та Південно-Східній Азії. Більшість з підвидів мешкають в густих низинних лісах, за винятком номінальної раси, яка трапляється переважно на оброблених територіях або відкритих лісах.

## Підвиди
Таксон включає 8 підвидів:
- D. a. agile (Tickell, 1833) — на північному сході Пакистану на схід до Біхара та на південь усього Індійського півострова
- D. a. zeylonicum (Whistler, 1944) — Шрі-Ланка
- D. a. pallescens (Riley, 1935) — північно-східна Індія, схід Бангладеш, М'янма, Таїланд, Лаос, Камбоджа та В'єтнам (за винятком Тонкіну); ймовірно також південний Китай
- D. a. modestum (Hume, 1875) — Малайський півострів і місцями на Борнео
- D. a. atjehense Delacour, 1946 — Північна та Південна Суматра
- D. a. finschi M. Bartels, Sr, 1914 — Ява
- D. a. tinctum (Mayr, 1944) — Сумбава, Флорес
- D. a. obsoletum (S. Müller, 1843) — Тимор, Ветар